# Luonnotar

Luonnotar est un poème symphonique pour soprano et orchestre composé en 1913 par Jean Sibelius pour la chanteuse Aino Ackté.  
Luonnotar (la fille de l'air) est inspiré d'un extrait du chant 1 du Kalevala racontant la création du monde, dont Sibelius remania le texte.
« Il était dans l'air une vierge, la superbe Luonnotar; très longtemps elle resta pure. Elle finit par s'ennuyer de rester toujours solitaire au fond des vastes cours de l'air. Elle se posa sur les grandes vagues, le vent ballota la vierge. Pendant sept cents années, mère des eaux la vierge erra, nagea vers le midi, le nord, vers tous les horizons. Vint un vent violent qui couvrit d'écume la mer. 

- Oh comme ma vie est pitoyable ! Oh Ukko, père des dieux, viens à moi quand je t'appelle !
Vint une cane, un bel oiseau volant d'horizon en horizon, cherchant un endroit pour faire son nid. - Non, non, non ! Mettrai-je mon nid sur le vent ou sur les vagues ? Le vent le renversera et les vagues l'engloutirons. 

Alors la mère des eaux, la superbe vierge de l'air, sortit son genou de la mer ; et sur celui-ci la cane fit son nid et entreprit de couver ses œufs. Ressentant une chaleur ardente, la vierge agita sa jambe, le nid tomba à l'eau et se brisa en miettes. De ces morceaux apparut alors la beauté. Le haut de la coque des œufs devint le ciel sublime, le blanc, la lune et le reste devint les étoiles du firmament. »  

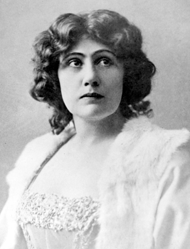
Aino Ackté.

Les premiers matériaux musicaux de l'œuvre remontent à 1894, à l'époque où le compositeur songeait encore à un opéra sur un cycle du Kalevala, La Construction du navire, puis à 1909, où Sibelius en esquissa un extrait de huit mesures, avant de finalement la composer d'un trait en juillet 1913.
Aino Ackté reçut l'œuvre en août et en fit une première prestation devant le compositeur le 3 septembre, qui commenta cette répétition : « Elle chante bien mais combien je suis loin de la perfection quand il me faut précipiter mon travail ».
Luonnotar fut exécuté pour la première fois en public le 10 septembre 1913 au festival de musique de Gloucester, par l'orchestre du festival dirigé par Herbert Brewer. Bien reçue par la critique et, notamment, The Times, elle fut interprétée en Finlande en janvier 1914 par Ackté.
Dans une lettre à sa femme, Sibelius décrit ainsi la réception du public : « C'était absolument merveilleux. Plutôt gigantesque en termes de traitement du sujet. Je présume que les gens ordinaires n'ont pas compris grand-chose. C'était comme un aigle étrange venu de l'espace primordial (...). Deux vieilles dames devant moi semblaient horrifiées par la composition. Elles ont tout suivi depuis le début d'un air réprobateur, presque avec rage. Elles étaient vraiment comiques. Autrement, les gens écoutaient avec un grand respect ».
Rarement enregistrée jusqu'aux années 1990, Luonnotar l'a plus tard été avec succès par entre autres Taru Valjakka, Phyllis Bryn-Julson, Soile Isokoski, MariAnne Häggander et Elisabeth Söderström.
Selon le musicologue Marc Vignal, « Luonnotar est un des chefs-d'œuvre non seulement de Sibelius, mais de la musique de son temps. » (Jean Sibelius, Seghers, 1965, p.115)